# Cugaru (ARC-481)
Cugaru (ARC-481) byla víceúčelová minonoska japonských námořních sil sebeobrany, která sekundárně sloužila také ke kladení kabelů. Byla to první japonská minonoska postavená od konce druhé světové války. Provozována byla v letech 1955–1970. Poté byla přestavěna na kabelovou loď a do konce 80. let sloužila pod označením ASU 7001.

## Stavba
Plavidlo postavila loděnice Mitsubishi Heavy Industries v Jokohamě. Kýl byl založen 18. prosince 1954, na vodu byla loď spuštěna 19. července 1955 a dne 15. prosince 1955 byla přijata do služby.

## Konstrukce
Elektroniku tvořil radar SPS-5 a sonar QHB. Plavidlo bylo vyzbrojeno jedním 76,2mm kanónem, dvěma 20mm kanóny, čtyřmi vrhači a dvěma spouštěči hlubinných pum. Pojmula až 40 námořních min. Pohonný systém tvořily dva diesely Harima-Sulzer 6MD-42/50 o výkonu 3200 hp, pohánějící dva lodní šrouby. Nejvyšší rychlost dosahovala 18 uzlů.

### Přestavba
V letech 1969–1970 loď prošla rozsáhlou přestavbou na kladač kabelů. Trup byl prodloužen na 103 metrů, rozšířen na 12,4 metru a jeho ponor se zvýšil na 4,9 metru. Standardní výtlak plavidla narostl na 2150 tun a plný na 3100 tun. Výzbroj byla redukována na dva 20mm kanóny a odstraněno vybavení ke kladení min. Pohonný systém se nezměnil, takže rychlost poklesla na 13 uzlů.